# Ministro per la Sussidiarietà e il Decentramento
Il ministro per la sussidiarietà e il decentramento è stato un ministro senza portafoglio della Repubblica Italiana.
L'incarico venne istituito nel 2010, durante il quarto governo Berlusconi. La carica venne rivestita da Aldo Brancher che la tenne per poco tempo (dal 18 giugno 2010 al 5 luglio 2010). Dopo le dimissioni di Brancher, questa delega non venne più riproposta.